# Red feniksa
Za knjigu pogledajte Harry Potter i Red feniksa, a za film Harry Potter i Red feniksa (film).
Red feniksa, imaginarna organizacija iz romana o Harryju Potteru autorice J. K. Rowling.

## Osnivanje i svrha
Red feniksa jest organizacija koja se bori protiv Voldemorta i njegovih pristaša, smrtonoša. Osnovao ga je Albus Dumbledore. Cilj organizacije bila je pobjeda nad Lordom Voldemortom u Prvom ratu (prije početka radnje knjiga); Red je raspušten nakon Voldemortova nestanka. Kad se Voldemort ponovno dokopao moći, u Harryju Potteru i Plamenom peharu, članove Reda ponovno je okupio Dumbledore, i to samo par sati nakon saznanja o Lordu Voldemortu.
Ponovno okupljeni Red za sjedište je izabrao Grimmauldov trg br.12, obiteljsku kuću Siriusa Blacka. Dumbledore je bio čuvar tajne za Red feniksa, što znači da su sjedište Reda mogli pronaći samo oni kojima je Dumbledore unaprijed dao do znanja gdje je sjedište.

### Odnosi s Ministarstvom
Iako su Dumbledore i ostali članovi originalnog Reda feniksa očekivali da će Voldemort vratiti svoje moći, djelatnici Ministarstva magije, uključujući i samog ministra, Corneliusa Fudgea, nisu bili uvjereni u to. Fudge je radije vjerovao da Dumbledore širi glasine u pokušaju da ga zbaci s položaja Ministra magije. 
Ministarstvo je prisililo Dnevni prorok, čarobnjačke dnevne novine, da šuti o svemu što bi Dumbledorea ili Harryja Pottera prikazalo u dobrom svjetlu. Red je bio prisiljen na tajno djelovanje. Napori su se Ministarstva isplatili - većina čarobnjačke javnosti vjerovala je da su i Dumbledore i Harry lažljivci. Zbog toga su Voldemort i njegovi pristaše gotovo cijelu jednu godinu mogli mirno provoditi svoje planove.
Ministarstvo je ipak moralo priznati da su Harry i Dumbledore bili u pravu kad se sam Lord Voldemort pojavio u zgradi Ministarstva. Fudge je morao priznati da je bio u krivu i zbog toga je zamijenjen novim Ministrom, Rufusom Scrimgeourom.

## Članovi Reda feniksa

### Preživjeli članovi
- Dedalus Diggle
- Elphias Doge
- Aberforth Dumbledore
- Arabella Figg
- Mundungus Fletcher
- Rubeus Hagrid
- Hestia Jones
- Olympe Maxime
- Minerva McGonagall
- Alastor Moody
- Sturgis Podmore
- Kingsley Shacklebolt
- Arthur Weasley
- Bill Weasley
- Charlie Weasley
- Molly Weasley

### Simpatizeri
Simpatizeri uključuju prijatelje i obitelji članova originalnog ili obnovljenog Reda; na ovom su popisu oni koji još nisu punoljetni pa se ne mogu pridružiti Redu, ali imaju jake veze s njim:
- Harry Potter
- Ron Weasley
- Fred Weasley
- George Weasley
- Hermione Granger
- Ginny Weasley
- Neville Longbottom
- Luna Lovegood

Ostali simpatizeri većinom su profesori iz Hogwartsa.

## Ostalo
- Dumbledoreova Armija

| Ime              | Razlog odlaska iz Reda                                                                           |
| Sirius Black     | Ubijen tijekom Drugog rata; ubila ga je Bellatrix Lestrange u Odjelu tajni.                      |
| Edgar Bones      | Ubijen zajedno s cijelom obitelji tijekom Prvog rata.                                            |
| Caradoc Dearborn | Nestao tijekom Prvog rata, vjerojatno mrtav.                                                     |
| Lily Potter      | Ubijena tijekom Prvog rata; ubio ju je Lord Voldemort.                                           |
| James Potter     | Ubijen tijekom Prvog rata; ubio ga je Lord Voldemort.                                            |
| Albus Dumbledore | Ubijen tijekom Drugog rata; ubio ga je Severus Snape u bitci u Hogwartsu.                        |
| Benjy Fenwick    | Ubijen tijekom Prvog rata.                                                                       |
| Alice Longbottom | Mučena do ludila; mučitelji su bili Bellatrix, Rodolphus i Rabastan Lestrange i Barty Crouch ml. |
| Frank Longbottom | Mučen do ludila; mučitelji su bili Bellatrix, Rodolphus i Rabastan Lestrange i Barty Crouch ml.  |
| Marlene McKinnon | Ubijen zajedno s cijelom obitelji tijekom Prvog rata.                                            |
| Dorcas Meadowes  | Ubijen tiekom Prvog rata; ubio ga je Lord Voldemort.                                             |
| Peter Pettigrew  | Izdao Jamesa i Lily Potter; pridružio se smrtonošama.                                            |
| Severus Snape    | Ubio Dumbledorea i pobjegao.                                                                     |
| Gideon Prewett   | Ubijen tijekom Prvog rata; njega i njegovog brata uspjela su svladati tek petorica smrtonoša.    |
| Fabian Prewett   | Ubijen tijekom Prvog rata; njega i njegova brata uspjela su svladati tek petorica smrtonoša.     |
| Emmeline Vance   | Ubijena tijekom Drugog rata.                                                                     |